# Thoria
Thoria is een Belgisch historisch merk van motorfietsen, fietsen en vouwfietsen.
De producent was Ets. Gebroeders Roelens in Torhout.
Dit was een fietsenhandel in Torhout, die vanaf 1947 ook 50cc-bromfietsen en lichte motorfietsen van 98 en 147 cc ging bouwen. Men produceerde ook frames die aan andere merken geleverd werden, zoals Star in Luik.
De Thoria-bromfietsen hadden het bekende Ducati Cucciolo-viertaktmotortje, de 98cc- en 147cc-modellen werden aangedreven door een Sachs-tweetaktmotor.
Men produceerde ook een 98cc-tandem.